# ستانلي فيكيرس
ستانلي فيكيرس (بالإنجليزية: Stanley Vickers) (31 أكتوبر 1837 - 24 فبراير 1872) كان تقطيرًا إنجليزيًا وسياسيًا في حزب المحافظين وجلس في مجلس العموم من عام 1868 إلى عام 1872.
كان فيكيرس ابن جون فيكيرس من هيل هاوس وستريثام كومون وساوثوارك. تلقى تعليمه في مدرسة كينجز كوليدج. وأصبح تقطير وتاجر. كان شريكًا إداريًا ونصف مالكًا لمعمل تقطير J. and J. Vickers and Co. كان قائدًا لقيادة متطوعي مدفعية كينت الخامس وكان عضوًا في اللجنة المؤيدة لتخفيض واجب التأمين على الحريق.
في الانتخابات العامة لعام 1868, تم انتخاب فيكيرس كعضو في البرلمان (MP) عن والينجفورد. شغل المقعد حتى وفاته عن عمر يناهز 34 عامًا عام 1872.
تزوج فيكيرس من ماري إيانث دنبار, ابنة وليام دنبار, تاجر أبردين ولندن.